# City Bus Simulator 2010
City Bus Simulator 2010 is een spel geproduceerd door TML studios.
Het spel is gebaseerd op de New Yorkse M42 buslijn langs de bekende 42st street. Zo heb je de volgende eindhaltes:Jacob Javits Center, 1st Av./United Nations, Circle Line, Grand Central Station en Times Square.
De speler rijdt met een Nova Bus (RTS Series) van de MTA (New York City Transit buses).